# Kreis Rendsborg-Egernførde
Rendsborg-Egernførde (tysk Rendsburg-Eckernförde) er en tysk kreds i delstaten Slesvig-Holsten. Hovedbyen er Rendsborg.  Kredsen knytter sig både til Sydslesvig og Holsten. 
Rendsborg-Egernførde har 268.075 indbyggere (pr. 2013).

## Byer, amter og kommuner
Kreisen havde 272775  indbyggere pr.  2018-12-31

| - 1. Altenholz (9986) - 2. Bydelstorp (Büdelsdorf), Stadt (10297) | - 3. Egernførde (Eckernförde), Stadt (21902) - 4. Kronshagen (11869) | - 5. Rendsborg (Rendsburg), Stadt (28470) - 6. Wasbek (2321) |

Amter med tilhørende kommuner/byer (* = markerer administrationsby) 
| - 1. Amt Achterwehr (11507) 1. Achterwehr* (1030) 2. Bredenbek (1520) 3. Felde (2139) 4. Krummwisch (700) 5. Melsdorf (1854) 6. Ottendorf (921) 7. Quarnbek (1746) 8. Westensee (1597) - 2. Amt Bordesholm (14515) 1. Bissee (163) 2. Bordesholm* (7749) 3. Brügge (1020) 4. Grevenkrug (200) 5. Groß Buchwald (345) 6. Hoffeld (159) 7. Loop (191) 8. Mühbrook (562) 9. Negenharrie (358) 10. Reesdorf (163) 11. Schmalstede (281) 12. Schönbek (215) 13. Sören (186) 14. Wattenbek (2923) - 3. Amt Dänischenhagen (9010) 1. Dänischenhagen* (3858) 2. Nør (Noer) (848) 3. Schwedeneck (2815) 4. Strande (1489) - 4. Amt Dänischer Wohld (16987) 1. Felm (1197) 2. Gettorp (Gettorf)* (7528) 3. Lindau (1340) 4. Neudorf-Bornstein (1072) 5. Neuwittenbek (1125) 6. Osdorf (2462) 7. Schinkel (1015) 8. Tüttendorf (1248) - 5. Amt Eiderkanal (12801) 1. Bovenau (1094) 2. Haßmoor (260) 3. Ostenfeld (Rendsburg) (593) 4. Osterrönfeld* (5099) 5. Rade b. Rendsburg (203) 6. Schacht-Audorf (4786) 7. Schülldorf (766) - 6. Amt Eidertal (Ugyldig Metadata-Nøgle ) 1. Blumenthal (693) 2. Böhnhusen (299) 3. Flintbek* (7231) 4. Mielkendorf (1365) 5. Molfsee (4956) 6. Rodenbek (471) 7. Rumohr (826) 8. Schierensee (362) 9. Schönhorst (300) 10. Techelsdorf (142) - 7. Amt Fockbek (10703) 1. Alt Duvenstedt (1902) 2. Fockbek* (6236) 3. Nübbel (1538) 4. Rickert (1027) - 8. Amt Hohner Harde (8683) 1. Bargstall (144) 2. Breiholz (1382) 3. Christiansholm (230) 4. Elsdorf-Westermühlen (1602) 5. Friedrichsgraben (47) 6. Friedrichsholm (427) 7. Hamdorf (1279) 8. Hohn* (2467) 9. Königshügel (168) 10. Lohe-Föhrden (469) 11. Prinzenmoor (168) 12. Sophienhamm (300) | - 9. Amt Hüttener Berge (14448) 1. Ahlefeld-Bistensee (475) 2. Askfelt (Ascheffel) (988) 3. Borgstedt (1548) 4. Brekendorf (991) 5. Bünsdorf (620) 6. Damtorp (Damendorf) (420) 7. Store Vittensø (Groß Wittensee)* (1196) 8. Haby (570) 9. Holtsee (1286) 10. Holtbunge (Holzbunge) (341) 11. Hytten (Hütten) (211) 12. Klein Wittensee (194) 13. Neu Duvenstedt (129) 14. Østerby (Osterby) (989) 15. Okslev (Owschlag) (3656) 16. Sehestedt (834) - 10. Amt Jevenstedt (11561) 1. Brinjahe (112) 2. Embühren (206) 3. Haale (504) 4. Hamweddel (450) 5. Hörsten (54) 6. Jevenstedt* (3363) 7. Luhnstedt (395) 8. Schülp b. Rendsburg (1118) 9. Stafstedt (362) 10. Westerrönfeld (4997) - 11. Amt Mittelholstein (23.713) 1. Arpsdorf (272) 2. Aukrug (3803) 3. Beldorf (291) 4. Bendorf (434) 5. Beringstedt (734) 6. Bornholt (170) 7. Ehndorf (616) 8. Gokels (545) 9. Grauel (275) 10. Hanerau-Hademarschen (2965) 11. Heinkenborstel (130) 12. Hohenwestedt* (5305) 13. Jahrsdorf (215) 14. Lütjenwestedt (561) 15. Meezen (353) 16. Mörel (234) 17. Nienborstel (596) 18. Nindorf (610) 19. Oldenbüttel (252) 20. Osterstedt (665) 21. Padenstedt (1719) 22. Rade b. Hohenwestedt (87) 23. Remmels (460) 24. Seefeld (356) 25. Steenfeld (329) 26. Tackesdorf (71) 27. Tappendorf (336) 28. Thaden (241) 29. Todenbüttel (1007) 30. Wapelfeld (286) | - 12. Amt Nortorfer Land (18421) 1. Bargstedt (713) 2. Bokel (583) 3. Borgdorf-Seedorf (447) 4. Brammer (353) 5. Dätgen (565) 6. Eisendorf (278) 7. Ellerdorf (490) 8. Emkendorf (1342) 9. Gnutz (1187) 10. Groß Vollstedt (998) 11. Krogaspe (432) 12. Langwedel (1545) 13. Nortorf, Stadt * (6804) 14. Oldenhütten (158) 15. Schülp b. Nortorf (778) 16. Timmaspe (1072) 17. Warder (676) - 13. Amt Schlei-Ostsee (18731) [Sitz: Eckernförde] 1. Altenhof (300) 2. Barkelsby (1522) 3. Brodersby (650) 4. Damp (1424) 5. Dørphof (Dörphof) (733) 6. Flækkeby (Fleckeby) (2178) 7. Gammelby (535) 8. Gosefeld (Goosefeld) (734) 9. Gyby (Güby) (738) 10. Holttorp (Holzdorf) (826) 11. Hummelfeld (279) 12. Karby (560) 13. Kosel (1370) 14. Lose (Loose) (815) 15. Risby (Rieseby) (2696) 16. Tumby (Thumby) (395) 17. Vabs (Waabs) (1440) 18. Vindeby (Windeby) (1010) 19. Vindemark (Winnemark) (526) |